# 罗伊·罗杰斯
罗伊·罗杰斯（Roy Rogers 1911年11月5日—1998年7月6日），原名伦纳德·富兰克林·斯莱（Leonard Franklin Slye），是一名美国歌手、演员、主持人。他在世时是美国最有名的西部片影星之一，出演过100多部电影，昵称“牛仔之王”（King of the Cowboys） 。在他的电影中，他常和他的妻子黛儿·伊万斯、爱马“扳机”（Trigger）、德国牧羊犬“子弹”（Bullet）一起出现。美国快餐连锁店罗伊·罗杰斯餐厅使用他的名字命名。

## 生平
罗伊出生于美国俄亥俄州辛辛那提，本名伦纳德·富兰克林·斯莱，租住的故居所在地现为河滨体育场占据，罗伊后来开玩笑说他出生在二垒。由于不喜欢城市生活，他的父亲安迪和叔叔威尔一起造了一个12乘50英尺（3.7乘15.2）大的居住船，1912年7月全家沿塞奥托河而下，到朴次茅斯买地定居，1913年大洪水把他家的船冲到房子附近，一家继续在船上生活。

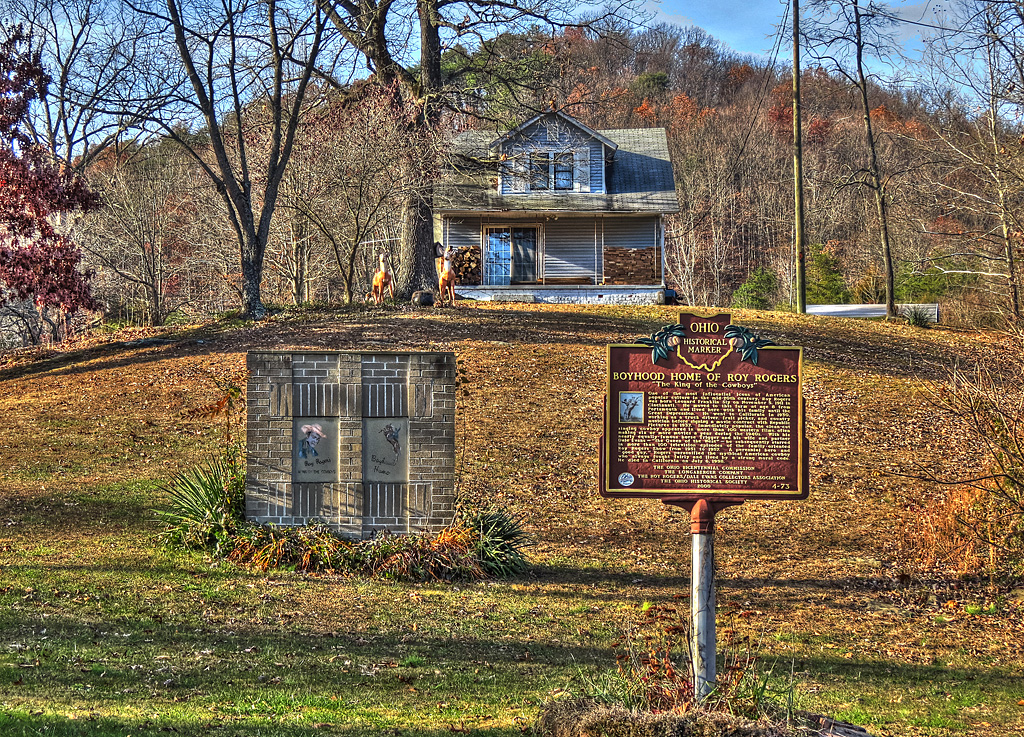
卢卡斯维尔故居

1919年，斯莱一家在俄亥俄州卢卡斯维尔附近买下一个农场，但由于收入不足维生，安迪还在朴茨茅斯的制鞋工厂打工，周末才能回家。他周末带回家的礼物包括一匹小马，伦纳德由此学会了马术。此外，为了方便在农场上远距离交流，他还学会了约德尔唱法。